# 日本の地域
日本の地域（にほんのちいき、にっぽんのちいき）とは、日本における地域のこと。本項では日本の地域ブロック（地方区分）についても述べる。

## 概要

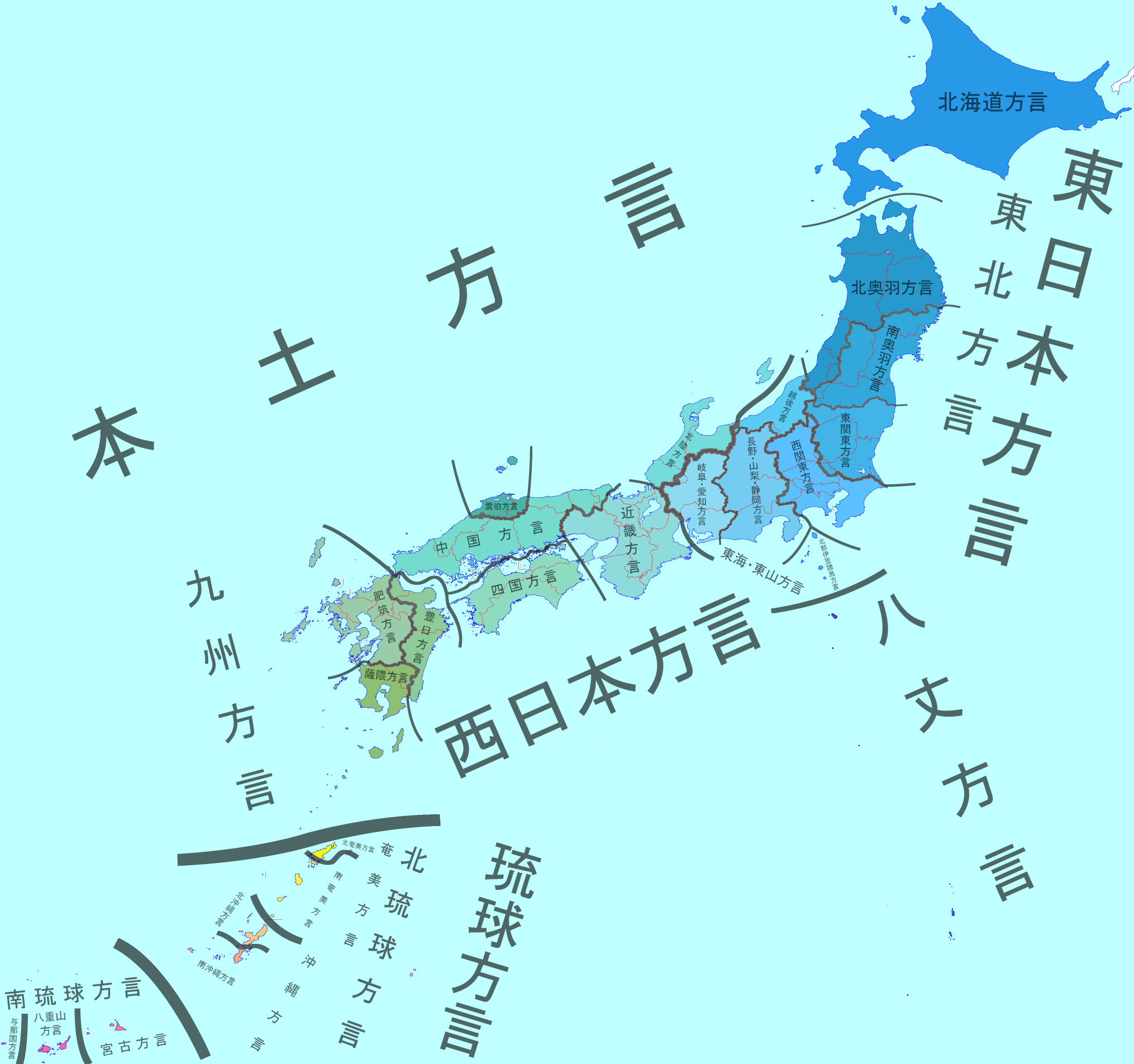
方言による区分の例

日本国内には、歴史的な経緯・交通機関の発達・経済の変化・文化や住民の帰属意識などにより、様々な地域的まとまりが存在する。多くの場合、歴史・経済・文化的繋がりは都道府県等の行政区域とは一致しないため、これらのまとまりに名称を与える場合、複数の都道府県に跨ったり、地域名の指す範囲どうしが重複したりする。
一方、選挙区やスポーツ、道州制などによる地方区分の場合、重複が許されないため、明確な線引きを伴う定義が各機関によってなされている（次節を参照）。
一方、国の出先機関や全国展開する企業の支店は、主に支店経済都市と呼ばれる都市に拠点を置いてその周囲を管轄する形がとられ、機関や企業によって管轄範囲は様々である。

## 主な地域ブロック
国土や地域をいくつかに区分した場合の、それぞれのまとまりを地域ブロックという。日本においては都道府県の上位の地方公共団体が存在しないため、統一的な定義は存在せず、選挙区やスポーツ、各省庁の管轄区域などによって様々な分け方がある。
現代の日本の初等教育では、国内を都道府県単位で「北海道」「東北」「関東」「中部」「近畿」「中国・四国」「九州」に分ける「七地方区分」、または中国と四国を分離した「八地方区分」が用いられることが多い。しかしながら、いずれも法的根拠は明確ではなく、「そもそも『〜地方』といわれる範囲に、法律上の明確な定義はない（総務省）」とされる。国の出先機関である地方支分部局も、この区分に従わないものがほとんどである（地方整備局、地方農政局など）。
なお、明治期の教育では関東八州甲信越地方、奥羽地方、本州中部地方、北州地方などの名称、中国地方に兵庫県が含まれていたり、現在とは名称も地方区分の範囲も異なる9地方区分が用いられる例もあった。
主な地域ブロックの一覧を以下に示す。
| 七地方区分     | その他の区分 | その他の区分 | その他の区分 | その他の区分 | 都府県 道振興局 | 都府県庁所在地 道振興局所在地 | 都道府県内地域区分          |
| 七地方区分     | 広域         |              |              |              | 都府県 道振興局 | 都府県庁所在地 道振興局所在地 | 都道府県内地域区分          |
| -------------- | ------------ | ------------ | ------------ | ------------ | --------------- | ----------------------------- | --------------------------- |
| 北海道地方     | —            | 道北         | 道北         | 道北         | 宗谷            | 稚内市                        | 宗谷総合振興局#地域         |
| 北海道地方     | —            | 道北         | 道北         | 道北         | 留萌            | 留萌市                        | 留萌振興局#所管             |
| 北海道地方     | —            | 道北         | 道北         | 道北         | 上川            | 旭川市                        | 上川総合振興局#地域         |
| 北海道地方     | —            | 道東         | 道東         | 道東         | オホーツク      | 網走市                        | オホーツク総合振興局#地域   |
| 北海道地方     | —            | 道東         | 道東         | 道東         | 根室            | 根室市                        | 根室振興局#地域             |
| 北海道地方     | —            | 道東         | 道東         | 道東         | 釧路            | 釧路市                        | 釧路総合振興局#地理         |
| 北海道地方     | —            | 道東         | 道東         | 道東         | 十勝            | 帯広市                        | 十勝総合振興局              |
| 北海道地方     | —            | 道央         | 道央         | 道央         | 空知            | 岩見沢市                      | 空知総合振興局#所管         |
| 北海道地方     | —            | 道央         | 道央         | 道央         | 石狩            | 札幌市                        | 石狩振興局#地域             |
| 北海道地方     | —            | 道央         | 道央         | 道央         | 後志            | 虻田郡倶知安町                | 後志総合振興局#地域         |
| 北海道地方     | —            | 道央         | 道央         | 道央         | 胆振            | 室蘭市                        | 胆振総合振興局#地域         |
| 北海道地方     | —            | 道央         | 道央         | 道央         | 日高            | 浦河郡浦河町                  | 日高振興局#所管             |
| 北海道地方     | —            | 道南         | 道南         | 道南         | 渡島            | 函館市                        | 渡島総合振興局#地理         |
| 北海道地方     | —            | 道南         | 道南         | 道南         | 檜山            | 檜山郡江差町                  | 檜山振興局#地域             |
| 東北地方       | 東北圏       | 北東北       | 北東北       | 北東北       | 青森県          | 青森市                        | 青森県#地域区分             |
| 東北地方       | 東北圏       | 北東北       | 北東北       | 北東北       | 岩手県          | 盛岡市                        | 岩手県#地域                 |
| 東北地方       | 東北圏       | 北東北       | 北東北       | 北東北       | 秋田県          | 秋田市                        | 秋田県#地域圏（広域都市圏） |
| 東北地方       | 東北圏       | 南東北       | 南東北       | 南東北       | 宮城県          | 仙台市                        | 宮城県#地域圏               |
| 東北地方       | 東北圏       | 南東北       | 南東北       | 南東北       | 山形県          | 山形市                        | 山形県#地域圏               |
| 東北地方       | 東北圏       | 南東北       | 南東北       | 南東北       | 福島県          | 福島市                        | 福島県#地域                 |
| 関東地方       | 首都圏       | 北関東       | 北関東       | 北 関 東     | 茨城県          | 水戸市                        | 茨城県#地域区分             |
| 関東地方       | 首都圏       | 北関東       | 北関東       | 北 関 東     | 栃木県          | 宇都宮市                      | 栃木県#地域                 |
| 関東地方       | 首都圏       | 北関東       | 北関東       | 北 関 東     | 群馬県          | 前橋市                        | 群馬県#地域区分             |
| 関東地方       | 首都圏       | 南関東       | 南関東       | 南 関 東     | 埼玉県          | さいたま市                    | 埼玉県#地域                 |
| 関東地方       | 首都圏       | 南関東       | 南関東       | 南 関 東     | 千葉県          | 千葉市                        | 千葉県#地域区分             |
| 関東地方       | 首都圏       | 南関東       | 南関東       | 南 関 東     | 東京都          | 新宿区（東京）                | 東京都#地域名               |
| 関東地方       | 首都圏       | 南関東       | 南関東       | 南 関 東     | 神奈川県        | 横浜市                        | 神奈川県#地域               |
| 中部地方       | 首都圏       | 甲 信 越     | 甲 信        | —            | 山梨県          | 甲府市                        | 山梨県#都市                 |
| 中部地方       | 中部圏       | 甲 信 越     | 甲 信        | 北 信 越     | 長野県          | 長野市                        | 長野県#自治体               |
| 中部地方       | 東北圏       | 甲 信 越     | 北 陸        | 北 信 越     | 新潟県          | 新潟市                        | 新潟県#地理                 |
| 中部地方       | 北陸圏       | 北 陸        | 北 陸        | 北 信 越     | 富山県          | 富山市                        | 富山県#地域区分             |
| 中部地方       | 北陸圏       | 北 陸        | 北 陸        | 北 信 越     | 石川県          | 金沢市                        | 石川県#地域区分             |
| 中部地方       | 北陸圏       | 北 陸        | 北 陸        | 北 信 越     | 福井県          | 福井市                        | 福井県#自治体               |
| 中部地方       | 中部圏       | 東 海        | —            | —            | 静岡県          | 静岡市                        | 静岡県の地域                |
| 中部地方       | 中部圏       | 東 海        | 東 海        | 中 京        | 愛知県          | 名古屋市                      | 愛知県#行政区画             |
| 中部地方       | 中部圏       | 東 海        | 東 海        | 中 京        | 岐阜県          | 岐阜市                        | 岐阜県#地方区分分類         |
| 近畿地方       | 中部圏       | 東 海        | 東 海        | 中 京        | 三重県          | 津市                          | 三重県#地域区分             |
| 近畿地方       | 近畿圏       | 関西         | 関西         | 関西         | 滋賀県          | 大津市                        | 滋賀県#地域区分             |
| 近畿地方       | 近畿圏       | 関西         | 関西         | 関西         | 京都府          | 京都市                        | 京都府#地域圏               |
| 近畿地方       | 近畿圏       | 関西         | 関西         | 関西         | 大阪府          | 大阪市                        | 大阪府#自治体               |
| 近畿地方       | 近畿圏       | 関西         | 関西         | 関西         | 兵庫県          | 神戸市                        | 兵庫県#行政区画             |
| 近畿地方       | 近畿圏       | 関西         | 関西         | 関西         | 奈良県          | 奈良市                        | 奈良県#地理・地域           |
| 近畿地方       | 近畿圏       | 関西         | 関西         | 関西         | 和歌山県        | 和歌山市                      | 和歌山県#地域区分           |
| 中国・四国地方 | 中国圏       | 中 国        | —            | 山 陰        | 鳥取県          | 鳥取市                        | 鳥取県#地域区分             |
| 中国・四国地方 | 中国圏       | 中 国        | —            | 山 陰        | 島根県          | 松江市                        | 島根県#自治体               |
| 中国・四国地方 | 中国圏       | 中 国        | 瀬 戸 内     | 山 陽        | 岡山県          | 岡山市                        | 岡山県#地域圏               |
| 中国・四国地方 | 中国圏       | 中 国        | 瀬 戸 内     | 山 陽        | 広島県          | 広島市                        | 広島県#自治体               |
| 中国・四国地方 | 中国圏       | 中 国        | 瀬 戸 内     | 山 陽        | 山口県          | 山口市                        | 山口県#地域圏               |
| 中国・四国地方 | 四国圏       | 四 国        | 瀬 戸 内     | 北 四 国     | 香川県          | 高松市                        | 香川県#地域区分             |
| 中国・四国地方 | 四国圏       | 四 国        | 瀬 戸 内     | 北 四 国     | 愛媛県          | 松山市                        | 愛媛県#地域区分             |
| 中国・四国地方 | 四国圏       | 四 国        | —            | 南 四 国     | 徳島県          | 徳島市                        | 徳島県#自治体               |
| 中国・四国地方 | 四国圏       | 四 国        | —            | 南 四 国     | 高知県          | 高知市                        | 高知県#地理・地域           |
| 九州地方       | 九州圏       | 北部九州     | 北部九州     | 北部九州     | 福岡県          | 福岡市                        | 福岡県#地域区分と市町村     |
| 九州地方       | 九州圏       | 北部九州     | 北部九州     | 北部九州     | 佐賀県          | 佐賀市                        | 佐賀県#自治体               |
| 九州地方       | 九州圏       | 北部九州     | 北部九州     | 北部九州     | 長崎県          | 長崎市                        | 長崎県#地域区分             |
| 九州地方       | 九州圏       | 北部九州     | 北部九州     | 北部九州     | 熊本県          | 熊本市                        | 熊本県#地域区分             |
| 九州地方       | 九州圏       | 北部九州     | 北部九州     | 北部九州     | 大分県          | 大分市                        | 大分県#地理・地域           |
| 九州地方       | 九州圏       | 南九州       | 南九州       | 南九州       | 宮崎県          | 宮崎市                        | 宮崎県#地理・地域           |
| 九州地方       | 九州圏       | 南九州       | 南九州       | 南九州       | 鹿児島県        | 鹿児島市                      | 鹿児島県#地理・地域         |
| 九州地方       | —            | 沖縄         | 沖縄         | 沖縄         | 沖縄県          | 那覇市                        | 沖縄県#地域区分             |

- 北海道地方には、一度は3県が置かれたが廃止された。表では例外的に、北海道庁の（総合）振興局および同所在地を他の都府県および同所在地と同列にして表にした。
- 東北地方は、歴史などでは旧陸奥国と旧出羽国の2分割、気候・交通などでは太平洋側と日本海側の2分割が主だった分け方だった。ただし、太平洋側・日本海側の分け方では、青森県と福島県において奥羽山脈の東西に県が分割されてしまう。近年、陸上交通の再編と政治・経済情勢から、県単位の南北2分割が多用されるようになっている。
- 関東地方では、日本の首都であり、人口や経済力が突出している東京都を東京地方として単独扱いする場合もある。また、関東地方に周辺地域（山梨・長野・新潟・静岡など）を含めた「広域関東圏」とする事例もある（詳細は広域関東圏を参照）。
- 中部地方には中央高地が広がっているため、交通・文化・経済・政治など様々な結び付きの違いにより地域区分が多様である。以下に示す以外にも東山地方、信越地方などの区分もある。
- 近畿地方は、隣県を含んだり含まなかったりなどにより範囲が異なる場合がある。近畿地方#範囲などを参照。関西地方と呼ばれることもある（関西と呼ぶ場合は、三重県を含まないことが多い）。
- 九州では以下のほかに、九州と山口県をまとめて九州・山口、沖縄県単独で沖縄地方、沖縄県および奄美群島で南西諸島などと呼ばれたり、中九州・東九州・西九州といった区分もある。

地方区分の例である八地方区分（ISO自治体番号順）。法的根拠はない。
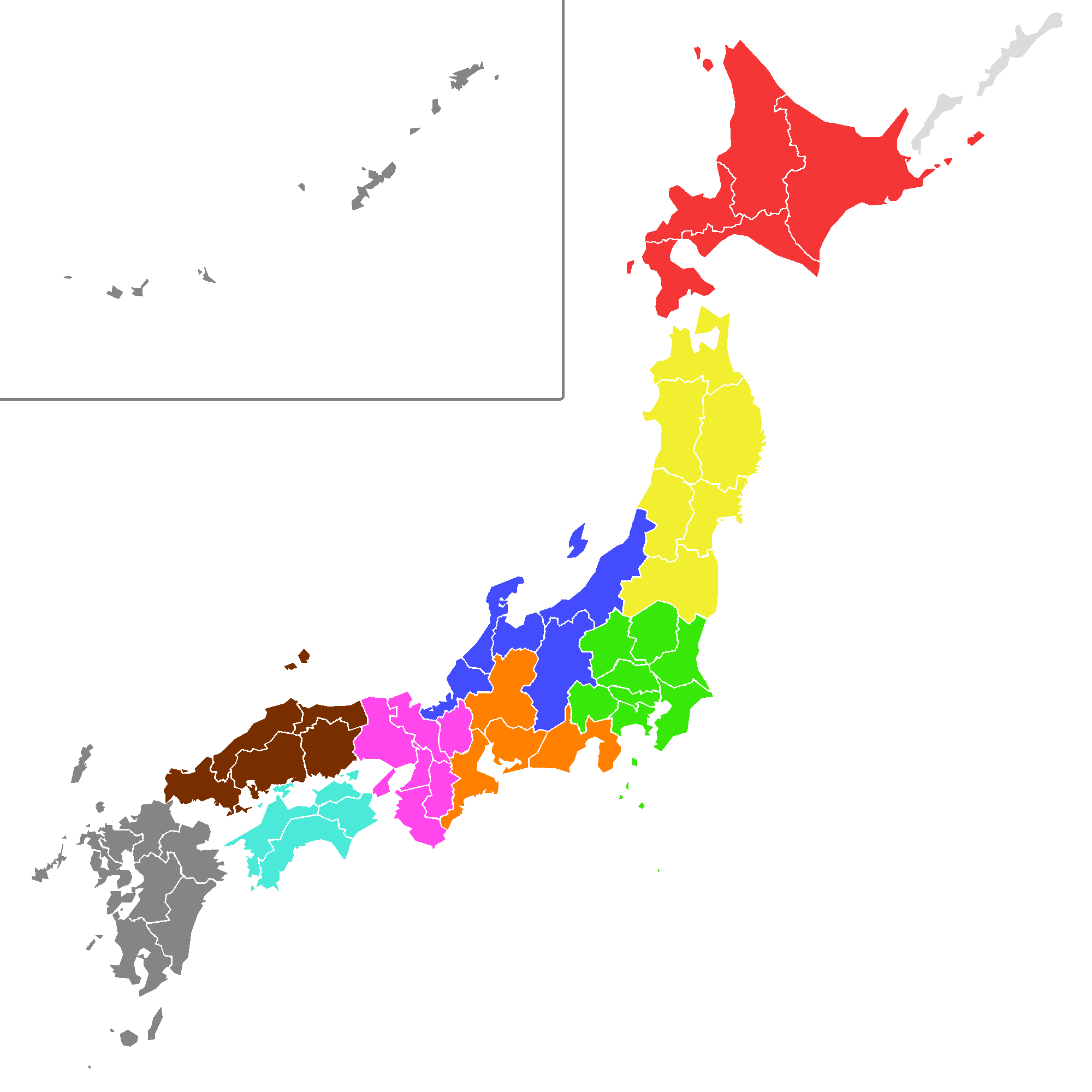
サッカー地域リーグの地域分け
衆議院比例ブロック

## 「七地方区分」より大きな区分

### 二区分
東日本（東北日本）・西日本（西南日本）
地理的な分類の他、東京と大阪の二大都市圏、または歴史的に首都や中央政権が置かれてきた畿内または南関東を中心にした経済圏や文化圏としての分類でもある。
太平洋側・日本海側
気候や海運に関する区分。瀬戸内や内陸部の扱いはまちまちである。
表日本・裏日本
国内での経済格差が大きかった高度経済成長時代に頻繁に用いられた。

### 三区分
東日本・中日本・西日本
交通、または三大都市圏の経済圏を基にした分類。
北日本・東日本・西日本
気象情報で用いられる分類。北日本は北海道・東北、東日本は関東・中部（三重含む）、西日本は近畿（三重除く（=関西））から九州までを指す。奄美地方・沖縄県は除く。

### 補助的な用法
他の区分の補助的に用いられるもの。日本国内における方角、または、畿内や東京から見た方角での命名による。
北日本・南日本
畿内または東京を中心に見たもの。気象予報の際に北日本は用いられるが、南日本は用いられない。
北国（ほっこく）・東国・西国
畿内を中心に見たもの。

## 物流と地域
物流業界においては、物流網に応じて様々なエリア定義がなされており、「○○地方限定」と称した販促キャンペーン等が必ずしも同じ地域を指すとは限らない。